# The Hymn of a Broken Man
The Hymn of a Broken Man è il primo album in studio del gruppo musicale statunitense Times of Grace, pubblicato nel 2011.

## Tracce
Testi di Jesse Leach e Adam Dutkiewicz, musiche di Adam Dutkiewicz.
1. Strength in Numbers – 4:16
2. Fight for Life – 3:36
3. Willing – 3:23
4. Where the Spirit Leads Me – 3:36
5. Until the End of Days – 4:21
6. Live in Love – 3:49
7. In the Arms of Mercy (instrumental) – 1:54
8. Hymn of a Broken Man – 3:13
9. The Forgotten One – 4:38
10. Hope Remains – 4:49
11. The End of Eternity – 5:52
12. Worlds Apart – 4:33
13. Fall from Grace – 4:57

Traccia Bonus Edizione Deluxe/giapponese
1. Willing (acoustic version) – 3:25

DVD Bonus Edizione Deluxe
1. Strength in Numbers (music video)
2. Strength in Numbers (visual interpretation)
3. Fight for Life (visual interpretation)
4. Willing (visual interpretation)
5. Where the Spirit Leads Me (visual interpretation)
6. Until the End of Days (visual interpretation)
7. Live in Love (visual interpretation)
8. In the Arms of Mercy (visual interpretation)
9. Hymn of a Broken Man (visual interpretation)
10. The Forgotten One (visual interpretation)
11. Hope Remains (visual interpretation)
12. The End of Eternity (visual interpretation)
13. Worlds Apart (visual interpretation)
14. Fall from Grace (visual interpretation)

## Formazione
Times of Grace
- Adam Dutkiewicz – voce, chitarra, basso, batteria
- Jesse Leach – voce

Altri musicisti
- Rebekah Dutkiewicz – cori (tracce 4, 6, 12)